# 캔슬 컬처

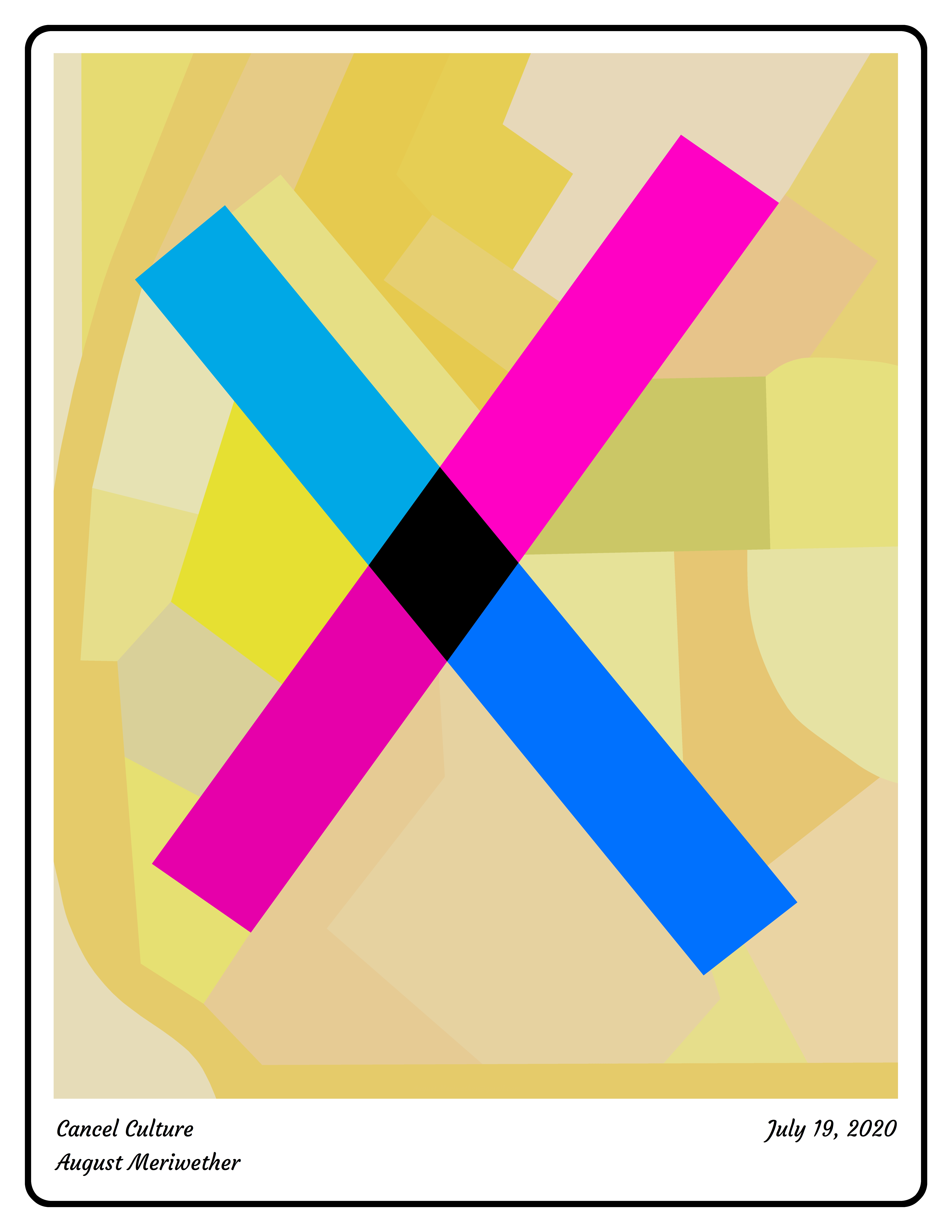

캔슬 컬처(영어: cancel culture) 또는 취소 문화(取消 文化)는 주로 저명인을 대상으로 과거의 잘못되었다고 생각하는 행동이나 발언을 고발하고 거기에 비판이 쇄도함으로써 직업이나 사회적 지위를 잃게 만드는 현상이나 운동이다. 이 배척의 대상은 "취소되었다"고 한다. "캔슬 컬처"라는 표현은 대부분 부정적인 의미를 내포하고 있으며 언론의 자유와 검열에 대한 논쟁에서 사용된다.

## 같이 보기
- 문화전쟁
- 모럴 패닉
- 반동주의
- 스캔들
- 사회적 배제
- 소셜 저스티스 워리어
- 마녀사냥
- 워크 (낱말)